# 索菲·凯普韦尔
索菲·凯普韦尔，MBE（英語：Sophie Capewell，1998年9月4日—），英国女子自行车运动员，2021年世界场地锦标赛女子团体竞速赛铜牌得主、2022年世界场地锦标赛女子团体竞速赛铜牌得主、2023年世界场地锦标赛女子团体竞速赛银牌得主。